# Galaxy Technology
Galaxy Microsystems Ltd – przedsiębiorstwo produkujące sprzęt komputerowy pod marką Galax, założone w 1994 roku w Hongkongu.
Najbardziej znane z produkcji kart graficznych z chipsetem nVidia. Oferta przedsiębiorstwa obejmuje także inne podzespoły komputerowe i urządzenia peryferyjne, w tym akcesoria gamingowe.